# Kraai van Niekerk
Pour les articles homonymes, voir van Niekerk.
André Isak "Kraai" van Niekerk, (né le 7 octobre 1938 à Eshowe, province du Natal en Afrique du Sud) est un homme politique sud-africain, membre successivement du parti national (1991-1997), de l'Alliance fédérale (1998-2000), de l'alliance démocratique (depuis 2000). Député de Prieska (1981-1994), il est d'abord ministre-adjoint à l'Agriculture (1986-1990) et ministre de l'Agriculture (1989-1993) et de l'Eau (1989-1991) à la chambre de l'assemblée avant de devenir ministre de l'agriculture (1991-1996). Président de la branche provinciale du parti national au Cap-Nord, il est membre du Sénat au parlement pour la province du Cap-Nord (1994-1997), de nouveau député (1999-2009) et membre de AgriSA (le syndicat des agriculteurs sud-africains). 
Kraai van Niekerk représente pas moins de trois partis au sein du parlement sud-africain et appartient à 3 gouvernements différents présidés successivement par Pieter Botha, Frederik de Klerk et Nelson Mandela. 

## Biographie
Fils de Louis Jacobus Nel et Evadne van Niekerk, Kraai van Niekerk est diplômé d'un doctorat en agriculture de l'université de Stellenbosch (1963). Enseignant en sciences agricoles au collège de formation des bantous d'Eshowe (1962-1964), van Niekerk travaille dans la recherche universitaire à Stellenbosch (1964-1967), au Rowett Institute d'Aberdeen (1968) et à l'université de Wageningue aux Pays-Bas (1969) avant de s'installer en 1971 comme éleveur de moutons.
Lors des élections générales sud-africaines de 1981, il est élu député de Prieska sous les couleurs du parti national. Ministre-adjoint à l'agriculture à partir de 1986 dans le gouvernement de Pieter Botha, il est nommé ministre de l'agriculture et de l'eau à la chambre de l'assemblée du parlement et, en 1991, ministre de l'Agriculture et du Développement au cabinet de Frederik de Klerk.
En 1994, il est le seul ministre sortant à garder le même portefeuille ministériel (agriculture) dans le gouvernement d'unité nationale mis en place par Nelson Mandela. 
Chef du parti national au Cap-Nord, il prend sa retraite parlementaire en 1997. Il quitte le parti national et adhère à l'Alliance fédérale (FA) de Louis Luyt peu avant les élections générales sud-africaines de 1999 au cours desquelles il est de nouveau élu député (un des deux seuls députés de la FA). Membre de l'alliance démocratique (DA) de laquelle la FA est l'un des partis fondateurs, Kraai van Niekerk devient après sa réélection en 2004, porte-parole de la DA sur l'agriculture à l'Assemblée nationale. 

## Vie privée
Il est marié à Theresa Claassens (1964) et père de trois enfants.

## Sources
- Shelagh Gastrow, Who's who in South African politics, Ohio University Press, 1986, p 294